# 紀元前26年
紀元前26年（きげんぜん26ねん）。

## 他の紀年法
- 干支 : 乙未
- 日本
  - 垂仁天皇4年
  - 皇紀635年
- 中国
  - 前漢 : 河平3年
- 朝鮮
  - 高句麗 : 東明聖王12年
  - 新羅 : 赫居世32年
  - 檀紀2308年
- 仏滅紀元 : 518年
- ユダヤ暦 : 3735年 - 3736年

## できごと

### ローマ
- アウグストゥスは8度目の執政官になった。もう1人はティトゥス・スタティリウス・タウルスだった。
- クレオパトラ・セレネがユバ2世と結婚し、結婚祝いとしてアウグストゥスはマウレタニアを贈った。
- ティリダテス2世がパルティアで3月から5月に硬貨を発行した。
- アウグストゥスの働きによって、ローマによるヒスパニア西部の支配が強固なものになった。

### ギリシア
- Dioteimus Alaieusがアテナイのアルコンの1人になった。

### オスロエネ王国
- アグバル4世がオスロエネ王国国王アグバル3世の後を継いだ。

### アジア
- インド南部の支配がカーンヴァ朝からサータヴァーハナ朝に変わった。